# Prefektura Fukuoka

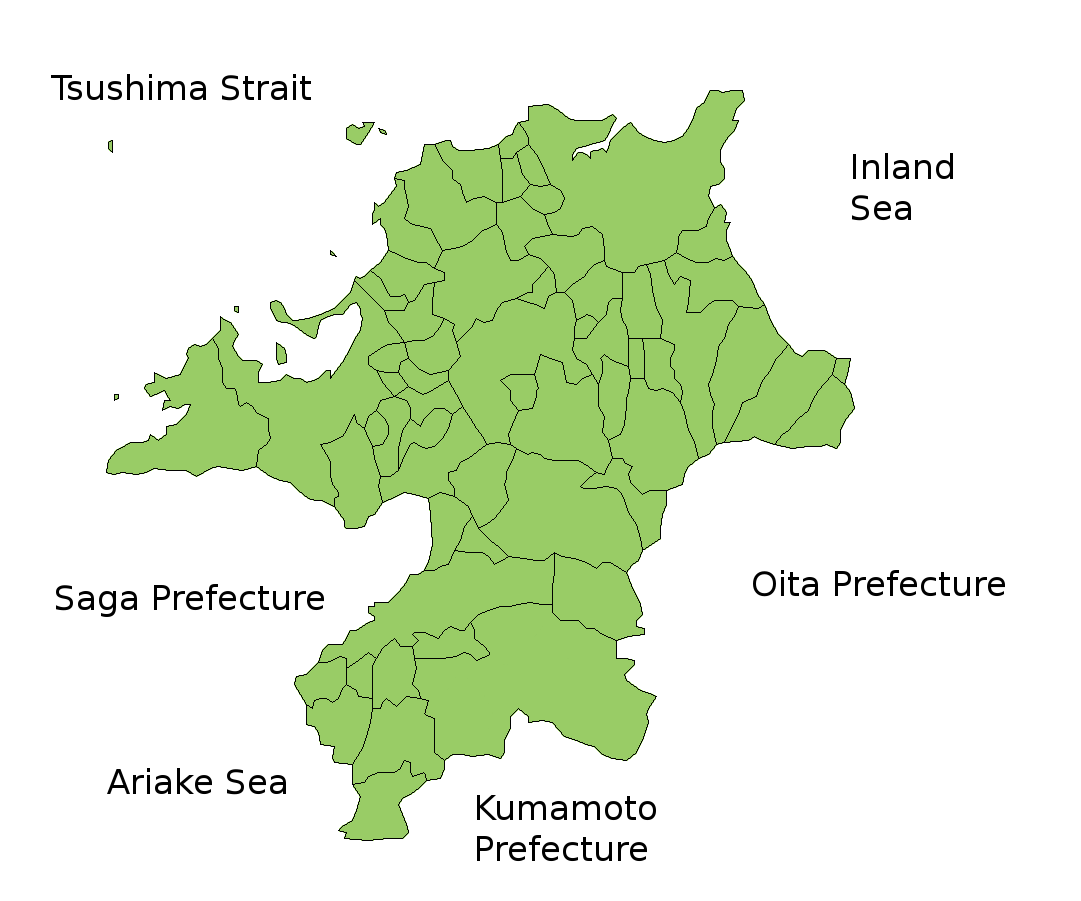
Mapa prefektury Fukuoka

Prefektura Fukuoka (japonsky: 福岡県, Fukuoka-ken) je jednou ze 47 prefektur Japonska. Nachází se na ostrově Kjúšú v Japonsku. Hlavní město je Fukuoka.

## Historie
Území prefektury Fukuoka tvořily až do reforem Meidži provincie Čikugo, Čikuzen a Buzen.

## Geografie
Prefektura Fukuoka je ze tří stran obklopena mořem. Pozemní hranice má s prefekturami Saga, Óita a Kumamoto. Na severu na protější straně průlivu Kanmon leží prefektura Jamaguči.

### Města
V prefektuře Fukuoka leží 33 velkých měst (市, ši):
| - Amagi (甘木) - Asakura (朝倉) - Buzen (豊前) - Čikugo (筑後) - Čikušino (筑紫野) - Dazaifu (太宰府) - Fukucu (福津) - Fukuoka (福岡, hlavní město) - Iizuka (飯塚) - Itošima (糸島) - Jahata (八幡) - Jamada (山田) - Jame (八女) - Janagawa (柳川) | - Jukuhaši (行橋) - Kama (嘉麻) - Kasuga (春日) - Kitakjúšú (北九州) - Koga (古賀) - Kokura (小倉) - Kurume (久留米) - Maebaru (前原) - Mijama (みやま) - Mijawaka (宮若) | - Munakata (宗像) - Nakama (中間) - Nógata (直方) - Ogóri (小郡) - Ókawa (大川) - Ómuta (大牟田) - Ónodžó (大野城) - Tagawa (田川) - Ukiha (うきは) |